# 宝盈基金
宝盈基金管理有限公司是中華人民共和國一家基金管理公司。2001年5月18日在深圳成立。2022年，宝盈基金规模减少了近20%，旗下多只产品亏损幅度超过30%。宝盈基金還出現人才不足等問題。